# Maakri
Maakri is een subdistrict of wijk (Estisch: asum) binnen het stadsdistrict Kesklinn in Tallinn, de hoofdstad van Estland. De naam is vermoedelijk afgeleid van Carl Ludwig Macker, in de 18e eeuw het hoofd van het weversgilde van Tallinn, die hier zijn bedrijf uitoefende. Maakri was vroeger het centrale deel van een grotere wijk met de naam Kivisilla.
De wijk telde 1.071 inwoners op 1 januari 2020. Ze grenst aan de wijken Kompassi, Torupilli, Keldrimäe, Sibulaküla en Südalinn.

## Geschiedenis

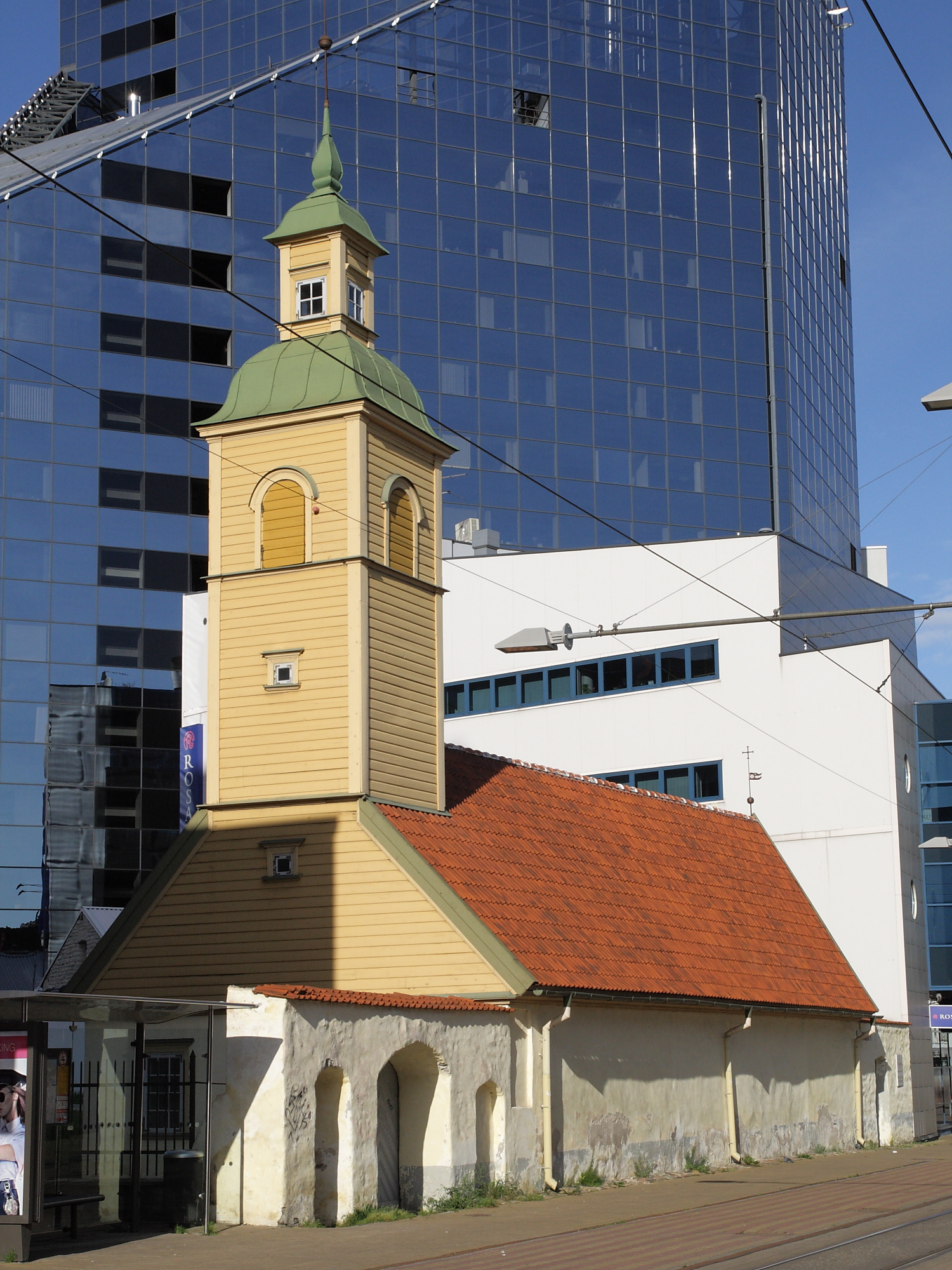
De Sint-Johanneskerk. Op de achtergrond het kantoor van de SEB

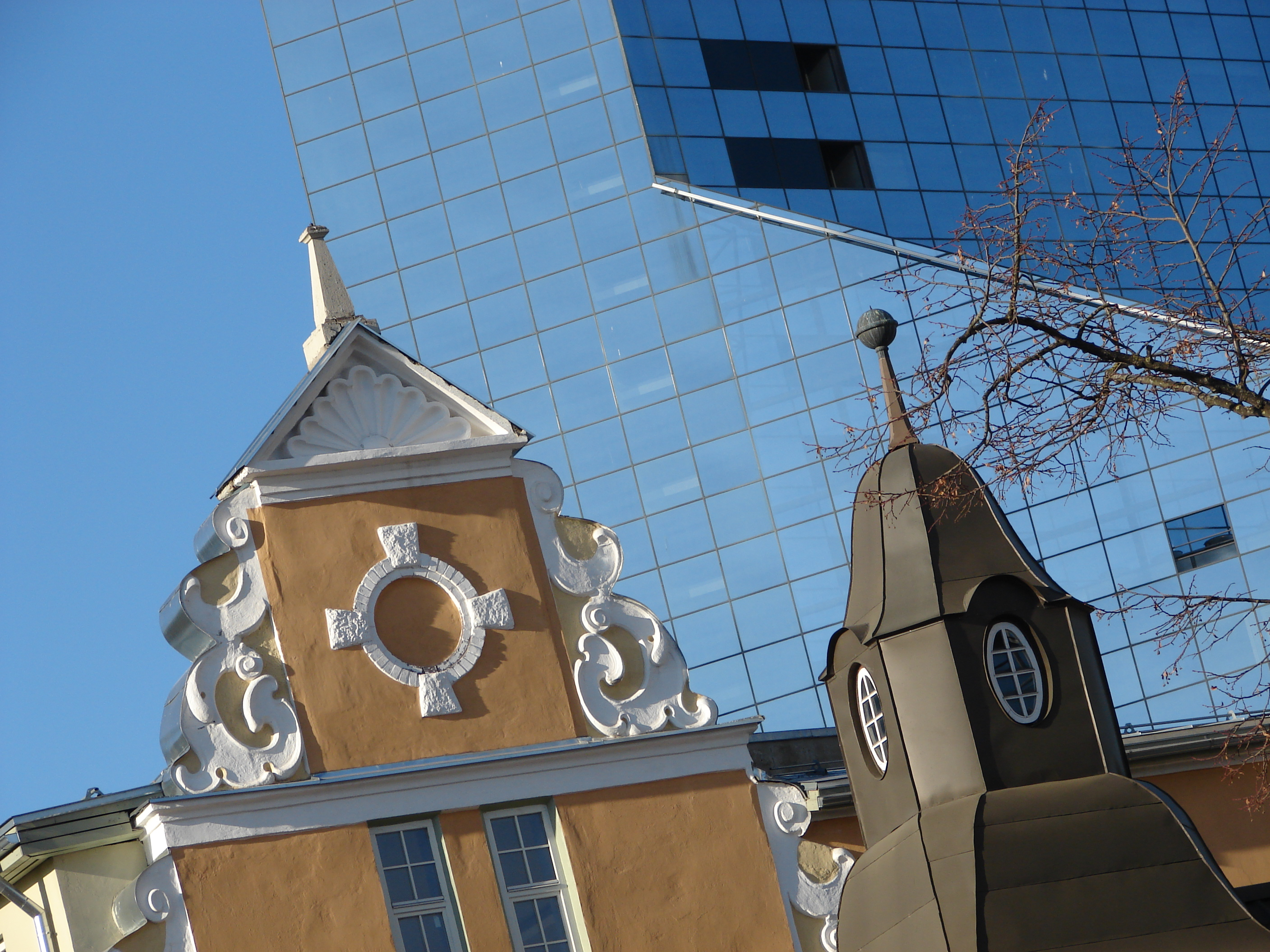
Oud en nieuw in Maakri

In 1237 maakte een oorkonde melding van een hospitaal voor melaatsen, vernoemd naar Sint Johannes. In de 14e eeuw werd naast het hospitaal een kerk gebouwd, de ‘Hospitaalkerk Sint Johannes’ (Estisch: Jaani Seegi kirik). Bij de beide gebouwen lag ook een kerkhof.
In 1559, tijdens de Lijflandse Oorlog, werden beide gebouwen verwoest, maar in 1648 werden ze herbouwd. Daarna was het hospitaal een gewoon ziekenhuis annex armenhuis. In het begin van de 20e eeuw werd het gesloopt. Iets verderop verrees een nieuw gebouw, dat tot in de jaren zestig van die eeuw dienstdeed als bejaardentehuis en inmiddels ook is gesloopt.
Op de plaats waar vroeger het hospitaal stond, was tussen 2004 en 2017 een klein museum over de geschiedenis van het hospitaal en de omgeving daarvan gevestigd.
De kerk werd in 1724 uitgebreid en in 1781 werd de klokkentoren gerenoveerd. De twee klokken stammen uit 1619 en 1731. In de tijd van de Sovjetbezetting (1944-1991) werd de kerk gebruikt als opslagruimte en werd er nauwelijks iets aan onderhoud gedaan.
De meeste christelijke kerken hebben een ingang aan de westkant en een altaar aan de oostkant. De Sint-Johanneskerk heeft een ingang op het zuidoosten; het altaar staat in het noordwesten. De inrichting van de kerk is eenvoudig.
Sinds het begin van de jaren negentig van de 20e eeuw is de kerk een Armeens-Apostolische Kerk. In 1998 is ze opgeknapt.
De omringende wijk was gunstig gelegen aan de Härjapearivier. Al in de 13e eeuw werden hier molens gebouwd. In de loop der jaren kwamen daar industriële ondernemingen bij: een papierfabriek, een kopergieterij en een verffabriek. De industriële bedrijvigheid vond zijn hoogtepunt in de 19e eeuw, toen onder andere een leerfabriek in bedrijf kwam.
De Härjapearivier raakte door de industriële bedrijvigheid sterk vervuild. In de 19e eeuw werd ze deels overkapt, in 1937 werd ze omgebouwd tot ondergronds afvoerkanaal voor het rioleringssysteem.
Na het herstel van de Estische onafhankelijkheid in 1991 raakte de industrie in verval. Daarna ontwikkelde Maakri zich in snel tempo tot zakencentrum. De wijk bestaat nu voor het grootste deel uit moderne kantoorgebouwen. De fabrieken, en ook een groot deel van de houten woningen voor de arbeiders van die fabrieken, zijn daarvoor afgebroken.

## Voorzieningen
Enkele grote bedrijven in Maakri zijn:
- het warenhuis Stockmann;
- het warenhuis Ventex;
- de Estische vestiging van de Skandinaviska Enskilda Banken, SEB Pank;
- de Estische vestiging van de (van oorsprong Noorse) DNB Bank;
- een filiaal van de Nordea Bank;
- Lindorff Eesti, een kredietbeoordelaar;
- de uitgeverij Ajakirjade Kirjastus (‘Journalistieke Uitgeverij’), die non-fictie op de markt brengt;
- het Radisson Blu Hotel;
- het hotel Swissôtel Tallinn (met zijn 117 meter hoogte en 30 verdiepingen het op twee na hoogste gebouw van de stad).[3]

In Maakri is de Estonian Business School (ESB) gevestigd, een particulier opleidingsinstituut voor leidinggevende functionarissen in het bedrijfsleven. De school biedt cursussen aan in het Estisch, Russisch en Engels.
In Maakri staat ook de woontoren Tornimäe Maja, die net twee centimeter lager is dan het Swissôtel.

## Vervoer
De grenzen van de wijk lopen langs de wegen Rävala puiestee, Kivisilla tänav, Tartu maantee, Liivalaia tänav en Ants Lauteri tänav. De kronkelige Maakri täänav loopt van noord naar zuid door de wijk heen.
Over de Tartu maantee rijden de tramlijnen 2 (Kopli-Ülemiste) en 4 (Tondi-Ülemiste). Maakri wordt ook bediend door een aantal buslijnen.
Aegna · Juhkentali · Kadriorg · Kassisaba · Keldrimäe · Kitseküla · Kompassi · Luite · Maakri · Mõigu · Raua · Sadama · Sibulaküla · Südalinn · Tatari · Tõnismäe · Torupilli · Ülemistejärve · Uus Maailm · Vanalinn · Veerenni